# Patrick Wajsman
Pour les articles homonymes, voir Wajsman.
Patrick Wajsman, né le 19 octobre 1946 à Paris, est un politologue français.

## Biographie
Docteur en science politique (1974), il est le fondateur et directeur de la revue Politique internationale.
Il est nommé éditorialiste au Figaro, en 1977, par Robert Hersant. À la même époque, il dirige la collection « Les impertinents » chez Plon, qui publie notamment  Maurice Roy, Jean Bourdier, Lionel Chouchon, Georges Suffert et Robert Beauvais.
À l'hiver 1981, il cosigne dans Éléments une tribune intitulée « Pour une alternative au socialisme ».
Il est aujourd’hui le vice-président du centre de politique étrangère de la Sorbonne et le président du Comité éditorial de la revue Géopolitique africaine.[réf. nécessaire]
Il a été un des collaborateurs de l'ancien secrétaire général de l'Union pour un mouvement populaire (UMP) Patrick Devedjian pendant un an. Il a depuis repris ses activités journalistiques.

## Ouvrages
- Nos politiciens face au conflit israélo-arabe, Fayard, 1969
- Exercices pratiques de droit constitutionnel, Montchrestien, 1971
- Jacques Chirac ou la République des cadets, Presse de la Cité, 1972
- L'Illusion de la détente, P.U.F., 1977
- Après la détente, Hachette, 1982
- La Nouvelle Asie, Hachette, 1984
- Pour une nouvelle politique étrangère, Hachette, 1984
- Eux c'est eux, nous c'est nous, Grasset, 1985
- Après Gorbatchev, avec Jean-Marie Benoist et Jacques Broyelle, Editions de La Table Ronde, 1990
- Et le panache, nom d'une pipe !, Plon, 1996
- Vingt économistes face à la crise, Odile Jacob, 1999
- Irak : le dessous des cartes, Complexe, 2002
- Vous n'aurez pas le dernier mot ! : petite anthologie désinvolte des plus belles réparties, avec Jean Piat, Albin Michel, 2006
- Paroles d'immortels : les plus beaux discours prononcés à l'Académie française, avec François Léotard, Ramsay, 2011
- Ceux qui n'ont pas de courage ne savent pas ce qu'ils perdent, L'Archipel, avec Jean Veil, 2020.

## Décorations
- Chevalier de l'ordre national du Mérite
- Officier de la Légion d'honneur - chevalier le 30 décembre 2000[4] et officier le 31 décembre 2009[5].
- Commandeur de l'ordre des Arts et des Lettres  - commandeur le 9 juillet 2013[6].